# کونستانت لوریوت
کونستانت لوریوت (انگلیسی: Constant Loriot) ژیمناست هنری اهل بلژیک بود. از افتخارات وی میتوان به کسب مدال نقره تیمی تمامی اسباب مردان در بازی‌های المپیک تابستانی ۱۹۲۰ اشاره کرد.